# Listă de cantoane din Québec
Lista cuprinde cantoanele (township) din provincia canadiană Québec.

## Cantoane din Quebec
(suprafața în km², populația din 2006)
| Nume                       | RCM                        | Regiunea                      | Suprafața | Populația |
| -------------------------- | -------------------------- | ----------------------------- | --------- | --------- |
| Amherst                    | Les Laurentides            | Laurentides                   | 231.12    | 1421      |
| Arundel                    | Les Laurentides            | Laurentides                   | 65.09     | 601       |
| Aumond                     | La Vallée-de-la-Gatineau   | Outaouais                     | 214.28    | 775       |
| Bedford                    | Brome-Missisquoi           | Montérégie                    | 31.56     | 736       |
| Chichester                 | Pontiac                    | Outaouais                     | 221.21    | 388       |
| Clermont                   | Abitibi-Ouest              | Abitibi-Témiscamingue         | 158.16    | 534       |
| Cleveland                  | Le Val-Saint-François      | Estrie                        | 124.10    | 1590      |
| Cloridorme                 | La Côte-de-Gaspé           | Gaspésie–Îles-de-la-Madeleine | 160.22    | 764       |
| Dundee                     | Le Haut-Saint-Laurent      | Montérégie                    | 69.61     | 408       |
| Godmanchester              | Le Haut-Saint-Laurent      | Montérégie                    | 138.76    | 1457      |
| Gore                       | Argenteuil                 | Laurentides                   | 92.31     | 1540      |
| Guérin                     | Témiscamingue              | Abitibi-Témiscamingue         | 189.92    | 295       |
| Ham-Nord                   | Arthabaska                 | Centre-du-Québec              | 102.88    | 951       |
| Hampden                    | Le Haut-Saint-François     | Estrie                        | 112.70    | 209       |
| Harrington                 | Argenteuil                 | Laurentides                   | 235.91    | 777       |
| Hatley                     | Memphrémagog               | Estrie                        | 71.46     | 1786      |
| Havelock                   | Le Haut-Saint-Laurent      | Montérégie                    | 88.81     | 761       |
| Hemmingford                | Les Jardins-de-Napierville | Montérégie                    | 157.36    | 1763      |
| Hope                       | Bonaventure                | Gaspésie–Îles-de-la-Madeleine | 70.49     | 878       |
| Landrienne                 | Abitibi                    | Abitibi-Témiscamingue         | 276.83    | 986       |
| Launay                     | Abitibi                    | Abitibi-Témiscamingue         | 257.92    | 226       |
| Lingwick                   | Le Haut-Saint-François     | Estrie                        | 242.80    | 611       |
| Lochaber                   | Papineau                   | Outaouais                     | 62.04     | 497       |
| Lochaber-Partie-Ouest      | Papineau                   | Outaouais                     | 57.06     | 514       |
| Low                        | La Vallée-de-la-Gatineau   | Outaouais                     | 260.68    | 956       |
| Maddington                 | Arthabaska                 | Centre-du-Québec              | 23.85     | 412       |
| Marston                    | Le Granit                  | Estrie                        | 72.85     | 683       |
| Melbourne                  | Le Val-Saint-François      | Estrie                        | 174.05    | 1095      |
| Natashquan                 | Minganie                   | Côte-Nord                     | 203.51    | 264       |
| Nédélec                    | Témiscamingue              | Abitibi-Témiscamingue         | 373.52    | 416       |
| Orford                     | Memphrémagog               | Estrie                        | 135.67    | 2979      |
| Potton                     | Memphrémagog               | Estrie                        | 261.64    | 1790      |
| Ristigouche-Partie-Sud-Est | Avignon                    | Gaspésie–Îles-de-la-Madeleine | 51.27     | 173       |
| Roxton                     | Acton                      | Montérégie                    | 148.92    | 1016      |
| Saint-Camille              | Les Sources                | Estrie                        | 82.65     | 448       |
| Saint-Godefroi             | Bonaventure                | Gaspésie–Îles-de-la-Madeleine | 64.41     | 370       |
| Sainte-Edwidge-de-Clifton  | Coaticook                  | Estrie                        | 101.24    | 440       |
| Shefford                   | La Haute-Yamaska           | Montérégie                    | 118.30    | 5941      |
| Stanstead                  | Memphrémagog               | Estrie                        | 113.22    | 1065      |
| Stratford                  | Le Granit                  | Estrie                        | 120,18    | 1086      |
| Trécesson                  | Abitibi                    | Abitibi-Témiscamingue         | 196.38    | 1195      |
| Valcourt                   | Le Val-Saint-François      | Estrie                        | 80.57     | 1025      |
| Wentworth                  | Argenteuil                 | Laurentides                   | 86.41     | 483       |
| Westbury                   | Le Haut-Saint-François     | Estrie                        | 54.96     | 932       |